# 异步游戏
异步游戏是相对于同步游戏的概念。在同步游戏中，所有玩家共同使用的时间轴，也就是虚拟游戏世界的时间。玩家的动作指令和交互结果都是按虚拟世界的时间为准的，所以同步游戏会有一个同步的服务器对象（可以是MMO服务器或单机游戏程序等），并且在上面维护一个同步对象的时间帧，而在这个时间帧内，所有玩家的命令与交互结果视为同时发生。异步游戏没有统一的时间轴，每个玩家都是以自己的时间轴作为游戏的时间轴，所以在异步游戏中不能判断各个玩家操作的绝对先后顺序。